# Курец, Ирина Петровна
Ирина Петровна Курец (Ирина Петровна Каминская) (бел. Ірына Пятроўна Курэц, 22 января 1933, Порплище, Докшицкий район — 4 ноября 1963) — работник сельского хозяйства, Герой Социалистического Труда (1965).

## Биография
До начала Великой Отечественной войны окончила три класса. В 1949 году пошла работать дояркой в совхоз «Ситцы». Четыре раза была участницей ВДНХ СССР. В 1961—1963 годах — свинарка совхоза «Порплище» Докшицкого района.
Звание Героя Социалистического Труда присвоено в 1958 году за успехи в увеличении производства сельскохозяйственной продукции, внедрение в производство достижений науки и передового опыта.
Трагически погибла 4 ноября 1963 года. Её имя носит пионерская дружина УО «Порплищенская государственная общеобразовательная школа» и улица в родной деревне Порплище.

## Награды
- Герой Социалистического Труда (1958)
- Орден Ленина
- Серебряная медаль ВДНХ СССР
- Бронзовая медаль ВДНХ СССР — трижды